# Ніколас Єннаріс
Ніколас Гаррі Єннаріс або Лі Ке (англ. Nicholas Harry Yennaris / кит.: 李可; нар. 24 травня 1993, Лейтонстоун, Англія) — китайський та англійський футболіст, півзахисник клубу «Бейцзін Сінобо Гоань» та національної збірної Китаю. Футбольний шлях розпочав в академії представника англійської Прем'єр-ліги ФК «Арсенал» (Лондон), став відомий завдяки виступам у Футбольній лізі Англії за «Брентфорд».
Ке характеризують як «міцного захисника, який захищає всіх, з позитивним, переможним менталітетом», провів 10 поєдинків у футболці юнацьких збірних Англії різних вікових категорій. Народився в Англії від матері-китаянки та батька-грека, завдяки чому отримав можливість вибору представляти всі три країни на міжнародному рівні. У 2019 році перейшов до «Бейцзін Сінобо Гоань» та став натуралізований як громадянин Китаю і прийняв ім'я Лі Ке. Наприкінці 2019 року дебютував у футболці національної збірної Китаю.

## Клубна кар'єра

### «Арсенал»

#### Ранні роки
Єннаріс приєднався до академії «Арсеналу» у травні 2001 року у віці семи років і швидко пройшов по всіх вікових командах клубу. Розпочав свою кар'єру на позицію нападника, але згодом спочатку був переведений на позицію центрального півзахисту, а потім і флангового захисника. Травми в 2008 році зупинили його прогрес, і клуб планував звільнити його за кілька тижнів до того, як підписав дворічний юніорський контракт у 2009 році. Будучи капітаном команди U-18 допоміг «Арсеналу» виграти Прем'єр-лігу Англії серед футбольних академій 2009/10. У липні 2010 року підписав свій перший професіональний контракт, але пропустив більшу частину сезону 2010/11 років з давньою проблемою щиколотки.

#### Професіональний дебют (2011—2014)
29 вересня 2011 року Єннаріс отримав свій перший виклик до першої команди на переможний (3:1) поєдинок третього раунду Кубку Ліги проти «Шрусбері Таун», але просидів увесь матч на лаві запасних. Його дебют у першій команді відбувся 25 жовтня 2011 року в наступному раунді проти «Болтон Вондерерз», зіграв усі 90 хвилин. Після підписання нового контракту, Ніколас вперше зіграв у Кубку Англії 9 січня 2012 року, вийшовши на заміну на 33-й хвилині переможного (1:0) поєдинку третього раунду проти «Лідс Юнайтед», замінивши травмованого правого захисника Френсіса Коквеліна. Два тижні по тому дебютував у Прем’єр-лізі у програному (1:2) поєдинку проти «Манчестер Юнайтед», замінивши в перерві Йогана Джуру. Єннаріс зіграв три матчі в першій команді у сезоні 2011/12 років.
Після продовження контракту під час міжсезоння 2012 року, Єннаріс зіграв свій єдиний матч у сезоні 2012/13 років у переможному третьому раунду Кубку ліги (6:1) проти «Ковентрі Сіті», зіграв усі 90 хвилин та допоміг відзначитися Тео Волкотту четвертим голом «Арсеналу» в поєдинку. Він отримав свій єдиний виклик до першої команди сезону 2013–2014 років для поразки 2: 0 у Кубку ліги четвертого раунду від «Челсі» 29 жовтня 2013 року. Свій єдиний матч за «Арсенал» у сезоні 2013/14 років провів 29 жовтня 2013 року, в програному (0:2) поєдинку четвертого раунду Кубку Ліги проти «Челсі». В останній рік свого контракту з лондоським клубом, Ніколас залишив «Арсенал» 27 січня 2014 року, зігравши загалом 4 поєдинки за команду.

#### Оренда в «Ноттс Каунті»
23 березня 2012 року Єннаріс приєднався як орендований молодий гравець до клубу Першої ліги «Ноттс Каунті» до завершення сезону 2011/12 років. А вже наступного дня дебютував за нову команду в нічийному (0:0) поєдинку проти «Сканторп Юнайтед». Проте зіграв за «Ноттс Каунті» лише один матч і через травму достроково повернувся в «Арсенал».

#### Оренда в «Борнмут»
Ніколаса віддали в оренду до «Борнмута» з Чемпіоншипу 28 листопада 2013 року, яка повинна була тривати до 2 січня 2014 року. Тричі потрапляв до заявки на поєдинки команди, але в жодному з них на поле так і не вийшов.

### «Брентфорд»

#### Боротьба з травмами (2014–2015)
27 січня 2014 року підписав 2,5-річний контракт з представником Чемпіоншипу, «Брентфордом», при цьому розмір відступних сторони не розголошували. Дебютував за команду 1 лютого в нічийному (1:1) поєдинку проти «Шревсбері Таун», але через перелом ноги на 50-ій хвилині його замінив Адма Форшоу. Після повернення до фізичних навантажень, до завершення успішного для Бджіл сезону грав зрідка, а 18 квітня, після перемоги з рахунком 1:0 над «Престон Норт-Енд», допоміг команді автоматично вийти в Чемпіоншип. Хоча Ніколас зіграв лише вісім поєдинків у другій половині сезону 2013/14 років, всеж отримав срібну медаль Першої ліги по завершенні останнього матчу сезону проти «Стівенідж».
У сезоні 2014/14 років вперше зіграв за «Брентфорд» 12 серпня 2014 року в першому раунді Кубку ліги проти «Дагенем енд Редбрідж», але провів на полі лише 20 хвилин, після чого травмував спину й достроково завершив поєдинок. Після цього одужав, але вже у вересні отримав травму стегна. Щоб вийти на поле вдруге в сезоні Єннарісу довелося чекати 3 січня 2015 року, коли на 88-й хвилині програного поєдинку третього раунду Кубку Ліги проти «Брайтон енд Гоув Альбіон» на 88-й хвилині замінив Алана Джаджа. Відсторонення в середині лютого Джейка Бідвелла, здавалося б, гарантувало Ніколасу шлях до місця в команді на позиції лівого захисника, але він зіграв лише в одному програному (0:3) матчі проти «Чарльтон Атлетіка», перш ніж Ніколаса замінили на користь лівого захисника Стюарта Далласа. Решту сезону він провів в оренді, а завершивши 2014/15 років трьома виступами за «Брентфорд».

#### Оренда у «Вікем Вондерерз»
27 лютого 2015 року приєднався до клубу Другої ліги «Вікем Вондерерз» на правах 1-місячної оренди, яку згодом продовжили до завершення сезону 2014/15 років. Ніколас продемонстрував свою універсальність, граючи на позиції центрального півзахисника, правого захисника та центрального захисника. Відзначився дебютним голом за «Вікем» у переможному (3:2) поєдинку проти «Нортгемптон Таун», який дозволив команді фінішувати на 4-му місці та взяти участь у плей-оф. Сезон для Єннаріса закінчився поразкою в серії післяматчевих пенальті у фіналі плей-оф проти «Саутенд Юнайтед». По завершенні матчу повернувся в «Брентфорд», зіграв 17 матчів та відзначився 1 голом за «Вікем Вондерерз».

#### Прорив (2015-2017)

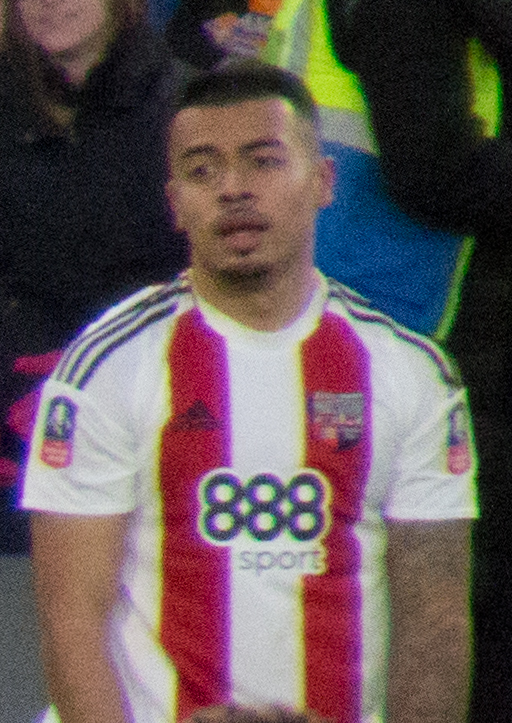
Ніколас Єннаріс під час гри за «Брентфорд» у січні 2017 року.

Ніколас вперше зіграв у сезоні 2015/16 років 11 серпня 2015 року в програному (0:4) поєдинку першого раунду Кубку ліги проти «Оксфорд Юнайтед», розпочавши на позиції центрального півзахисту, але на 53-й хвилині через травму пішов з поля. Згодом повернувся до тренувань, а після травми основного правого захисника Максима Коліна, змусила виконуючого обов'язки головного тренера команди Лі Карслі повернув Єннаріса до команди на початку жовтня, залишався основним гравцем команди до кінця грудня, коли Колін одужав від травми. Нестача півзахисників та травма Максима Коліна допомогла Ніколасу повернути собі місце в команді в середині лютого 2016 року, з новим головним тренером Діном Смітом, який використовував його як опорного півзахисника та описував Єннаріса як «одкровення» на цій посаді. 16 лютого підписав новий трирічний контракт і, незважаючи на те, що за два роки Ніколас не відзначився жодним голом, але на початку квітня відзначився голом у переможних поєдинках «Ноттінгем Форест» та «Болтон Вондерерз», завершивши сезон з 33-ма зіграними матчами.
Незважаючи на деякі проблеми з травмами в передсезоні 2016–17 та давню проблему з литками, Єннаріс набрав достатніх кондицій, щоб потрапити на лаву запасних в поєдинку першого туру проти «Гаддерсфілд Таун», й після виходу на поле у другому таймі замість Джоша Макекрана, відзначився своїм третім голом за «Брентфорд» (на 77 хвилині), але його команда програла з рахунком 1:2. Швидко зарекомендував себе як основний опорний півзахисник, але часто грав через біль, викликаний травмою ікри. Своїм другим голом у сезоні відзначився 2 січня 2017 року, встановивши остаточний перемоєний рахунок 3:1 влучним ударом з 25-ти ярдів. Він був єдиним гравцем клубу, який коли-небудь був у сезоні 2016–17 (49 матчів) і забив шість голів. Залишався єдиним гравцем клубу, який у сезоні 2016/17 років (у 49-ти матчах) відзначився 6-ма голами. 9 червня 2017 року підписав новий 4-річний контракт з клубом.

#### Останні роки (2017–2019)
Єннаріс втратив своє стартове місце в центрі півзахисту у зв'язку з переходом Камохело Мокочо на початку сезону 2017/18 років, але в середині серпня 2017 року його аовернули до стартового складу після травми Джоша Макекрана та особистих проблем у Раяна Вудса. Після травм Генріка Далсгарда та Джоша Кларка, у грудні 2017 року переведений на позицію правого захисника. Після потрапляння в опалу капітана Джоном Ігана, Ніколас тимчасово виконував капітанські функції. Завершив сезон 44-ма матчами та 4-ма забитими м'ячами.
Сезон 2018/19 років розпочав чергуючи виходи в стартовому складі та з лави запасних, перш ніж прорватися до стартового складу в жовтні 2018 року. Зіграв 20 матчів за команду, перш ніж у січні 2019 року залишив команду. За п'ять років на «Гріффін Парк» Єннаріс зіграв 157 матчів, в яких відзначився 12-ма голами.

### «Бейцзін Гоань»
31 січня 2019 року за невідому плату Єннаріс перейшов у клуб китайської Суперліги «Бейцзін Сінобо Гоань». У сезоні 2019 року зіграв 25 матчів та відзначився 2-ма голами.

## Кар'єра в збірній
Виступав за юнацькі збірні Англії (U-17), (U-18) та (U-19). Зіграв 2 матчі на успішному для англійців Нордичному турнірі (U-17) 2009 року. Єдиний матч за команду U-18 провів 16 листопада 2010 року в переможному (3:0) товариському поєдинку проти однолітків з Польщі. З кінця 2011 до початку 2012 року зіграв 6 товариських матчів за юнацьку збірну Англії (U-19), які були заплановані після того, як команда вилетіла з елітного раунду кваліфікації чемпіонату Європи (U-19) 2012 року. Товариські матчі включали три виступи на турнірі в Ліможі 2011 року, які Англія виграла. На міжнародному рівні Ніколас мав право представляти Англію, Китай або Кіпр.
30 травня 2019 року став першим натуралізованим гравцем, який отримав виклик до збірної Китаю. У футболці національної збірної дебютував 7 червня 2019 року, вийшовши в стартовому складі переможного (2:0) товариського поєдинку проти Філіппін.

## Особисте життя
Народився в Лейтонстоуні у батька грека-кіпріота та матері китайського походження. Його китайське ім'я — Лі Ке (кит.: 李可).. Вболівальник «Арсеналу», був талісманом в матчі на Гайбері проти «Ковентрі Сіті» 16 вересня 2000 року.

## Статистика виступів

### Клубна
Станом на 24 листопада 2020
| Клуб                       | Сезон             | Ліга                | Ліга  | Ліга | Національний кубок | Національний кубок | Кубок ліги | Кубок ліги | Континентальні | Континентальні | Інші  | Інші | Загалом | Загалом |
| Клуб                       | Сезон             | Дивізіон            | Матчі | Голи | Матчі              | Голи               | Матчі      | Голи       | Матчі          | Голи           | Матчі | Голи | Матчі   | Голи    |
| -------------------------- | ----------------- | ------------------- | ----- | ---- | ------------------ | ------------------ | ---------- | ---------- | -------------- | -------------- | ----- | ---- | ------- | ------- |
| «Арсенал»                  | 2011–12           | Прем'єр-ліга Англії | 1     | 0    | 1                  | 0                  | 1          | 0          | 0              | 0              | —     | —    | 3       | 0       |
| «Арсенал»                  | 2012–13           | Прем'єр-ліга Англії | 0     | 0    | 0                  | 0                  | 1          | 0          | 0              | 0              | —     | —    | 1       | 0       |
| «Арсенал»                  | 2013–14           | Прем'єр-ліга Англії | 0     | 0    | 0                  | 0                  | 0          | 0          | 0              | 0              | —     | —    | 0       | 0       |
| «Арсенал»                  | Загалом           | Загалом             | 1     | 0    | 1                  | 0                  | 2          | 0          | 0              | 0              | —     | —    | 4       | 0       |
| «Ноттс Каунті» (оренда)    | 2011–12           | Перша ліга          | 2     | 0    | —                  | —                  | —          | —          | —              | —              | —     | —    | 2       | 0       |
| «Борнмут» (оренда)         | 2012–13           | Чемпіоншип          | 0     | 0    | 0                  | 0                  | —          | —          | —              | —              | —     | —    | 0       | 0       |
| «Брентфорд»                | 2013–14           | Перша ліга          | 8     | 0    | —                  | —                  | —          | —          | —              | —              | —     | —    | 8       | 0       |
| «Брентфорд»                | 2014–15           | Чемпіоншип          | 1     | 0    | 1                  | 0                  | 1          | 0          | —              | —              | 0     | 0    | 3       | 0       |
| «Брентфорд»                | 2015–16           | Чемпіоншип          | 31    | 2    | 1                  | 0                  | 1          | 0          | —              | —              | —     | —    | 33      | 2       |
| «Брентфорд»                | 2016–17           | Чемпіоншип          | 46    | 6    | 2                  | 0                  | 1          | 0          | —              | —              | —     | —    | 49      | 6       |
| «Брентфорд»                | 2017–18           | Чемпіоншип          | 41    | 4    | 0                  | 0                  | 3          | 0          | —              | —              | —     | —    | 44      | 4       |
| «Брентфорд»                | 2018–19           | Чемпіоншип          | 17    | 0    | 0                  | 0                  | 3          | 0          | —              | —              | —     | —    | 20      | 0       |
| «Брентфорд»                | Загалом           | Загалом             | 144   | 12   | 4                  | 0                  | 9          | 0          | —              | —              | —     | —    | 157     | 12      |
| «Вікем Вондерерз» (оренда) | 2014–15           | Друга ліга          | 14    | 1    | —                  | —                  | —          | —          | —              | —              | 3     | 0    | 17      | 1       |
| «Бейцзін Сінобо Гоань»     | 2019              | Китайська Суперліга | 25    | 2    | 2                  | 0                  | —          | —          | —              | —              | 0     | 0    | 27      | 2       |
| «Бейцзін Сінобо Гоань»     | 2020              | Китайська Суперліга | 16    | 0    | 1                  | 0                  | —          | —          | 3              | 0              | —     | —    | 20      | 0       |
| «Бейцзін Сінобо Гоань»     | Загалом           | Загалом             | 41    | 2    | 3                  | 0                  | —          | —          | 3              | 0              | —     | —    | 47      | 2       |
| Усього за кар'єру          | Усього за кар'єру | Усього за кар'єру   | 200   | 15   | 8                  | 0                  | 11         | 0          | 3              | 0              | 3     | 0    | 225     | 15      |

1. ↑  Матчі в плей-оф Другої ліги
2. ↑  Матчі в Лізі чемпіонів АФК

### У збірній

#### По роках
Станом на 14 листопада 2019
| національна збірна Китаю | національна збірна Китаю | національна збірна Китаю |
| Рік                      | Матчі                    | Голи                     |
| ------------------------ | ------------------------ | ------------------------ |
| 2019                     | 6                        | 0                        |
| Загалом                  | 6                        | 0                        |

#### По матчах
| Дата       | Місто    | Господарі | Результат | Гості       | Турнір            | Голи | Примітки |
| ---------- | -------- | --------- | --------- | ----------- | ----------------- | ---- | -------- |
| 7-6-2019   | Гуанчжоу | КНР       | 2 – 0     | Філіппіни   | товариський матч  | -    | 55'      |
| 11-6-2019  | Гуанчжоу | КНР       | 1 – 0     | Таджикистан | товариський матч  | -    | 32'      |
| 31-8-2019  | Гуанчжоу | КНР       | 4 – 1     | М'янма      | товариський матч  | -    | 60'      |
| 10-9-2019  | Мале     | Мальдіви  | 0 – 5     | КНР         | Відбір до ЧС 2022 | -    | 84'      |
| 10-10-2019 | Гуанчжоу | КНР       | 7 – 0     | Гуам        | Відбір до ЧС 2022 | -    | 58'      |
| 14-11-2019 | Дубай    | Сирія     | 2 – 1     | КНР         | Відбір до ЧС 2022 | -    | 63'      |
| Усього     |          | Матчів    | 6         |             | Голів             | 0    |          |

## Досягнення
«Арсенал»
- Прем'єр-ліга Англії серед академій
  -  Чемпіон (1): 2009/10[3]
- Меморіальний кубок Маркуса Лейбгерра
  -  Володар (1): 2012

«Брентфорд»
- Перша ліга Англії
  -  Срібний призер (1): 2013/14[16]

«Шанхай Шеньхуа»
- Суперкубок Китаю
  -  Володар (1): 2025

юнацька збірна Англії (U-17)
- Нордичний турнір
  -  Володар (1): 2009[58]

юнацька збірна Англії (U-19)
- Ліможський турнір
  -  Володар (1): 2011[59][60]